# 津田信吾
津田 信吾（つだ しんご、1881年（明治14年）3月29日 - 1948年（昭和23年）4月18日）は、大正・昭和期の実業家。鐘紡の第2代社長を務めた。鐘紡争議を収束させ社長となる。昭和初期のインド綿花不買運動で知られる。旧姓西山。

## 経歴
愛知県額田郡岡崎能見町（現・岡崎市）に岡崎藩士・西山芳六の四男として生まれる。7歳の時に福井県庁の土木課長を務めていた津田於菟の養子となる。福井県立福井小学師範学校から福井県尋常中学校に進む。2年浪人したのち慶應義塾大学予科に入学。同大学卒業後、鐘淵紡績に工員として入社。1911年（明治44年）、西大寺工場長に就任。ついで淀川工場長となる。1930年（昭和5年）に副社長となり、同年4月から6月にかけて八つの工場で発生した労働争議（いわゆる鐘紡争議）の解決にあたる。その直後、武藤山治から後事を託されて社長に就任。
戦時中は海外に積極的に進出。朝鮮半島を皮切りに、満州、中国大陸、フィリピンなどに進出した。非繊維事業化をすすめ、合成繊維（ビニロン）や絹石鹸、合成ゴムの開発、製薬事業等の化学工業、ディーゼル事業、兵器事業、飛行機製造事業等の重工業にまで事業を拡大した。1944年（昭和19年）には社名も鐘淵工業と変更した。
1945年（昭和20年）12月2日、連合国軍最高司令官総司令部は日本政府に対し津田を逮捕するよう命令（第三次逮捕者59名中の1人）。A級戦犯として逮捕される。
1946年（昭和21年）5月、不起訴となり、釈放。
1948年（昭和23年）4月18日、脳出血のため死去。67歳没。1961年（昭和36年）7月1日、岡崎市名誉市民に推挙される。